# Pequeña Copa del Mundo de Clubes 1953 (invierno)
La Pequeña Copa del Mundo de Clubes de 1953 —oficialmente Copa Coronel Marcos Pérez Jiménez— fue la segunda edición de la Pequeña Copa del Mundo un torneo celebrado en Venezuela, organizado por la empresa Venezuela Deportiva y un grupo privado de empresarios venezolanos, con el auspicio de la Federación Venezolana de Fútbol.
El Club Deportivo Los Millonarios de Colombia, comandados por Alfredo Di Stéfano y Adolfo Pedernera, se consagró campeón invicto.

## Participantes
| País      | Equipo               | Clasificación                                              |
| --------- | -------------------- | ---------------------------------------------------------- |
| Argentina | C.A. River Plate     | Campeón de Argentina 1952                                  |
| Austria   | S.K. Rapid Wien      | Campeón de Austria 1951/52 Campeón de la Copa Mitropa 1951 |
| Colombia  | C.D. Los Millonarios | Campeón de Colombia 1952                                   |
| España    | R. C. D. Español     | Invitado                                                   |

Jugadores habilitados (Los equipos participantes debían presentar una lista con 22 jugadores como máximo, incluidos 2 arqueros)
| C.A. River Plate | SK. Rapid Viena | C.D. Los Millonarios | R.C.D. Español |
| Amadeo Carrizo Marcelino Fumero Alfredo Pérez Lidoro Soria Octavio Trillini Bernardo Guastavino Norberto Yácono Julio Venini Roberto Tesouro Pascasio Sola Héctor Ferrari Santiago Vernazza Eliseo Prado Mario Sabbatella Alberto Gallo Walter Gómez Ángel Labruna Vicente Gambardella Félix Loustau Alberto Evaristo Roberto Zárate DT: José María Minella | Josef Musil Walter Zeman Max Merkel Ernst Happel Robert Kaffka Paul Halla Karl Giesser Leopold Gernhardt Franz Golobic Gerhard Hanappi Erich Müller Robert Dienst Hans Riegler Erich Probst Goldt Schmidt Alfred Körner Robert Körner Bruno Mehsarosch DT: Josef Uridil | Julio Cozzi Gabriel Ochoa Uribe Raúl Pini Adolfo Benegas Francisco Zuluaga Roberto Martínez "Pipo" Rossi Felipe Stemberg Reinaldo Mourin Jacinto Villalba Ramón Villaverde Hernando González Alberto Cazaubón Julio Ávila Alfredo Di Stéfano Antonio Báez "Shinola" Aragón Marino Klinger Mario Fernández Oscar Contreras Adolfo Pedernera DT: Adolfo Pedernera | Marcel Domingo José Trías Ricardo Teruel Cata José Parra Gimeno Joaquim Tejedor Artigas Juan Bolinches Ramón Celma Mariano Veloy Xisco José Luis Piquín Julián Arcas Colino Antonio Cruellas Daví José Egea Pepe Mauri Pasero Jaime Ramírez Banda DT: Alejandro Scopelli |

```
Nota:
 Adolfo Pedernera, era director técnico y jugador, al mismo tiempo.
```

Terna arbitral
| M.Hain | B. Jackson | I.Trapote | R. Osorio |

## Partidos
| Fecha                 | Lugar                     |                 |                      | Resultado |                      |                 |
| --------------------- | ------------------------- | --------------- | -------------------- | --------- | -------------------- | --------------- |
| 10 de febrero de 1953 | Estadio Olímpico, Caracas | River Plate     | Bandera de Argentina | 1:3       | Bandera de Austria   | Rapid Wien      |
| 12 de febrero de 1953 | Estadio Olímpico, Caracas | River Plate     | Bandera de Argentina | 1:5       | Bandera de Colombia  | Los Millonarios |
| 13 de febrero de 1953 | Estadio Olímpico, Caracas | Los Millonarios | Bandera de Colombia  | 2:1       | Bandera de Austria   | Rapid Wien      |
| 14 de febrero de 1953 | Estadio Olímpico, Caracas | Rapid Wien      | Bandera de Austria   | 1:3       | Bandera de Argentina | River Plate     |
| 16 de febrero de 1953 | Estadio Olímpico, Caracas | Los Millonarios | Bandera de Colombia  | 1:1       | Bandera de Argentina | River Plate     |
| 18 de febrero de 1953 | Estadio Olímpico, Caracas | Los Millonarios | Bandera de Colombia  | 4:0       | Bandera de Austria   | Rapid Wien      |

| Fecha                 | Lugar                     |                 |                     | Resultado |                     |                 |
| --------------------- | ------------------------- | --------------- | ------------------- | --------- | ------------------- | --------------- |
| 11 de febrero de 1953 | Estadio Olímpico, Caracas | Los Millonarios | Bandera de Colombia | 6:0       | Bandera de España   | Espanyol        |
| 21 de febrero de 1953 | Estadio Olímpico, Caracas | Español         | Bandera de España   | 0:4       | Bandera de Colombia | Los Millonarios |

## Tabla de posiciones
| Equipo              | Pts. | PJ | PG | PE | PP | GF | GC | Dif. |
| ------------------- | ---- | -- | -- | -- | -- | -- | -- | ---- |
| Los Millonarios     | 7    | 4  | 3  | 1  | 0  | 12 | 3  | +9   |
| River Plate         | 3    | 4  | 1  | 1  | 2  | 6  | 10 | -4   |
| Rapid Viena         | 2    | 4  | 1  | 0  | 3  | 5  | 10 | -5   |
| Español (Se retiró) | 0    | 0  | 0  | 0  | 0  | 0  | 0  | 0    |

```
Nota
: Tras perder su primer encuentro (11-02-1953: Millonarios 6-0 Español), el 
Español
 de Barcelona se retira de la competición. Sus partidos son anulados, y no son computados.
El 21-02-1953, juega un partido de exhibición ante Millonarios, y cae nuevamente derrotado, esta vez por 4 a 0.
```

### Goleadores
| Jugador            | Club            | Goles |
| ------------------ | --------------- | ----- |
| Alfredo Di Stefano | Los Millonarios | 6     |
| Eliseo Prado       | River Plate     | 3     |
| Ramón Villaverde   | Los Millonarios | 3     |
| Ángel Labruna      | River Plate     | 2     |
| Gerhard Hanappi    | Rapid Viena     | 2     |
| Robert Dienst      | Rapid Viena     | 2     |
| Erich Probst       | Rapid Viena     | 1     |
| Antonio Báez       | Los Millonarios | 1     |
| Jacinto Villalba   | Los Millonarios | 1     |
| Santiago Vernazza  | River Plate     | 1     |

Autogol:
1  Ernst Happel (Rapid Viena)

## Ganador
| Pequeña Copa del Mundo de Clubes 1953   |
| --------------------------------------- |
| C. D. Los Millonarios Campeón 1° título |